# دووگوشلتسه
دووگوشلتسه (به لهستانی:  Długosielce) یک روستا در لهستان است که در گمینا کوژنگتسا واقع شده‌است.